# 符騰堡的伊莉莎白·亞歷山德琳
符騰堡的伊莉莎白·亞歷山德琳（德語：Elisabeth Alexandrine von Württemberg；1802年2月27日—1864年12月5日）是符騰堡的路德維希公爵與拿騷-威爾堡的亨麗埃特之女。

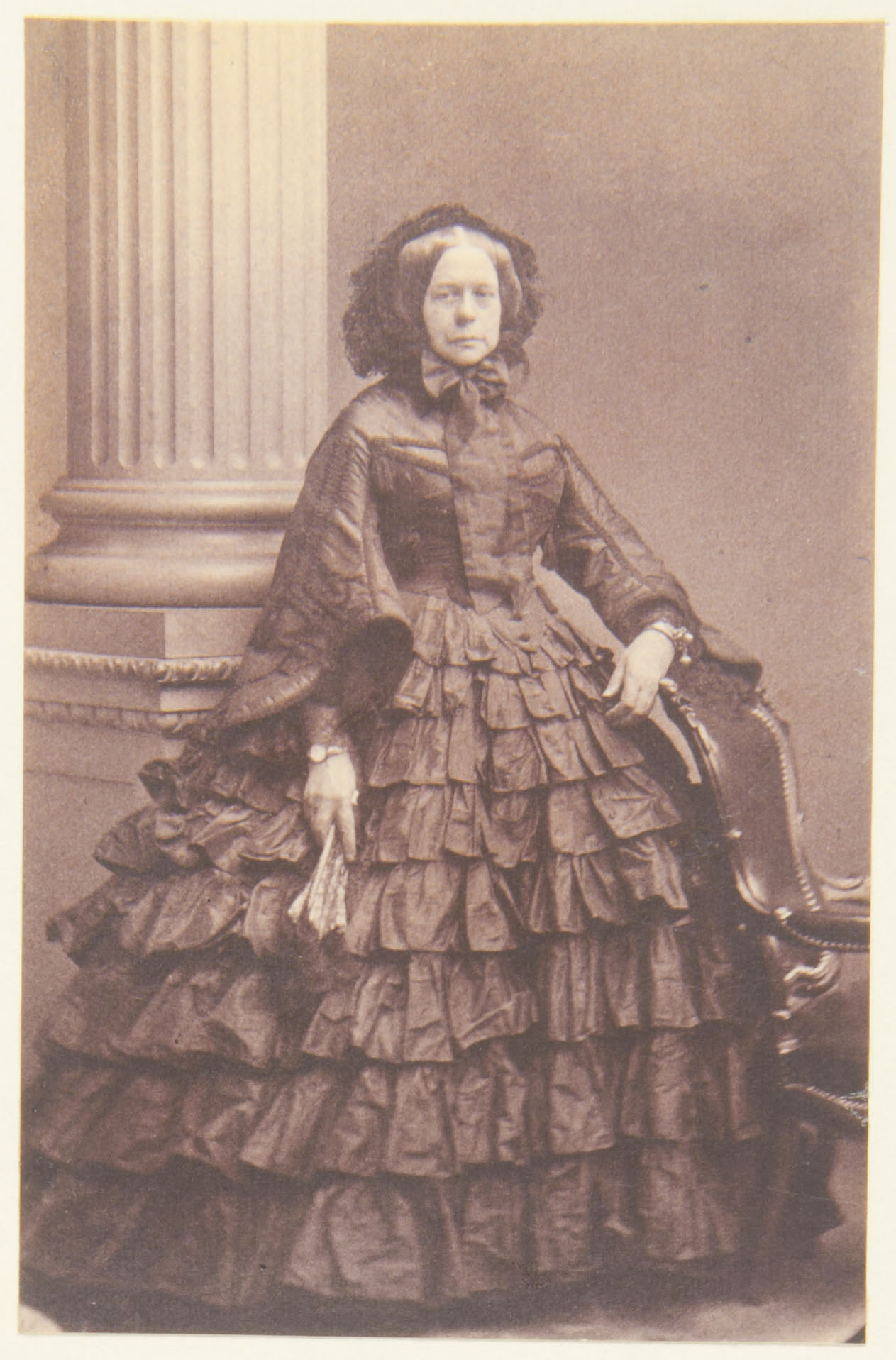

## 家庭
1830年，伊莉莎白·亞歷山德琳與巴登的威廉結婚，兩人共有三個女兒：
1. 索菲（1834年—1904年）
2. 伊莉莎白（1835年—1891年）
3. 利奧波汀（1837年—1903年）